# Natalie Rickli
Natalie Simone Rickli (Winterthur, 19 novembre 1976) è una politica svizzera dell'Unione Democratica di Centro, membro del Consiglio nazionale della Svizzera dal 2007 al 2019 e dal 2019 Direttrice della Salute del Cantone di Zurigo.

## Biografia
Rickli ha iniziato la sua carriera professionale nel settore dell'editoria. Si è poi trasferita nel settore pubblicitario, dove ha commercializzato prodotti di stampa e siti Web per sport, Weltwoche, PCtipp e Computerworld, tra gli altri. Ha lavorato presso l'ex Qualiclick AG di Zollikon come gestore di siti web, poi presso la casa editrice IDG come responsabile dell'amministrazione pubblicitaria e del marketing, successivamente presso AdLINK Schweiz AG come responsabile delle relazioni con il sito, infine è passata a IP Multimedia (Svizzera) AG nel 2009. Rickli è stata eletta membro del Consiglio nazionale della Svizzera dal Canton Zurigo nel 2007  Ha fatto parte del World Economic Forum2013, Programma Giovani Leadership.  Nel marzo 2019 è stata eletta nel Consiglio esecutivo di Zurigo e nominata direttrice della sanità.
Rickli è stata membro, a partire dal 2000, dell'Azione per una Svizzera neutrale e indipendente.
Nel 2014, un gruppo rap ha composto una canzone che prendeva di mira Rickli con testi sessualmente carichi. Il gruppo è stato perseguito a Zurigo e ritenuto colpevole di diffamazione e abusi. Tale sentenza è stata confermata dal tribunale cantonale. I tribunali, tuttavia, hanno ritenuto che i rapper non fossero colpevoli di molestie sessuali in quanto Rickli non aveva ascoltato la canzone. Una vittima di molestie dovrebbe essere presente per ascoltare l'abuso. Il caso è stato successivamente inviato ai tribunali federali, che hanno assolto anche per l'accusa di molestie sessuali.